# De beklimming van de Oostertoren
De beklimming van de Oostertoren is een hoorspel van Guy Bernaert. De NCRV zond het uit op maandag 8 november 1976, van 22:23 uur tot 23:00 uur. De regisseur was Ab van Eyk.

## Rolbezetting
- Rob Fruithof (Luuk Peters)
- Petra Dumas, Theo de Groot, Hans Hoekman & Johan Sirag (beambten)
- Wik Jongsma (afdelingschef)
- Hans Fuchs (burgemeester)
- Bert van der Linden (oppositieleider)
- Wim Serlie & Hans Hoekman (agenten)
- Erik Plooyer (psychiater)
- Johan Sirag (trainer)
- Guy Lavreysen (Vandergucht)
- Jacques Vecht (omroeper)
- acteurs tezamen (diverse stemmen)

## Inhoud
"Zou een man als ik een toren kunnen beschadigen die al eeuwen weer en wind trotseert?" vraagt Luuk Peters aan de afdelingschef op het stadhuis. Hij wil de toren van de stad beklimmen, de Oostertoren. Niet gewoon als elke bezoeker, langs de trap, nee. Luuk Peters heeft het in zijn hoofd gezet de Oostertoren te beklimmen langs de buitenkant. Men zit ermee in zijn maag: dat is nog nooit voorgekomen. "Zouden we in uw plan om de Oostertoren te beklimmen dan niet de uiting moeten zien van een seksueel geladen geldingsdrang?" merkt de geraadpleegde psychiater op. De burgemeester heeft het er ook al niet gemakkelijk mee. Er dreigt zelfs een bestuurscrisis te ontstaan. Wie is verantwoordelijk voor wie? Waarom wil Luuk Peters de toren aan de buitenkant beklimmen? Het zal een raadsel blijven voor wie niet luistert. Wie luistert, bemerkt dat hij het voor elkaar krijgt, althans de toestemming om te klimmen. Het eigenlijke klimmen valt niet mee, al wordt uiteindelijk wel duidelijk waarom Luuk wilde klimmen.